# 穆罕默德·圖沙耶夫
穆罕默德·薩拉赫丁諾維奇·圖沙耶夫（羅馬化：Magomed Salaudinovich Tushayev；1986年2月3日—），呼號閃電（Молния），是俄罗斯联邦車臣共和國军事将领，俄羅斯聯邦國家近衛軍第141卡德羅夫特種機動團指揮官，少將军衔。乌克兰總統府及軍方声称他在2022年2月26日已阵亡，但後來拉姆赞·卡德罗夫在網路上指出一位與圖沙耶夫相似身影的影片，並隨後幾個月多次聲稱此人就是圖沙耶夫，相似圖沙耶夫的身影也聲稱自己還活著，可此後俄軍與卡德羅夫的聲稱影片並無出現，圖沙耶夫也沒有其他親自現身的影片證明自己還活著。
因此圖沙耶夫的生死各個媒體報導不一，故傳媒稱其為「格羅茲尼幽靈」。

## 生平
圖沙耶夫是獨生子，從小愛好軍事，對軍裝主題著迷。他從塞爾諾沃茨克的學校畢業後，在馬哈奇卡拉學習金融和法律。他後來成為車臣共和國的一名防暴警察，然後轉移到特別迅速應變分隊，後晉升為格羅茲尼市的俄羅斯聯邦國家近衛軍聯邦軍第4156部隊的負責人。自2017年12月起，圖沙耶夫加入俄羅斯聯邦精銳部隊之一的俄羅斯聯邦國家近衛軍第141特種機動團，2018年4月擔任北方營副指揮官，負責親自挑選入伍者。

## 事蹟
圖沙耶夫是車臣共和國領導人拉姆贊·卡德羅夫的親信，是卡德羅夫的三名高級顧問之一，圖沙耶夫34歲的生日得到了卡德羅夫親自祝賀。而圖沙耶夫亦是車臣反同性戀清洗的關鍵執行者之一，據《每日鏡報》引用俄羅斯人權組織的消息，指圖沙耶夫直接參與了恐嚇車臣LGBTQ+社區的活動，涉及綁架、酷刑和法外處決同性戀者。圖沙耶夫並在2021年5月在莫斯科新吉列耶沃站綁架同性戀人權活動家易卜拉欣·塞利姆哈諾夫（Ибрагим Селимханов）回格羅茲尼審問有關車臣LGBTQ+社區及人士的情報。LGBTQ+活動人士曾向俄羅斯司法部俄羅斯聯邦調查委員會提出圖沙耶夫綁架塞利姆哈諾夫的投訴，但官方拒絕採取進一步行動。
烏克蘭聲稱圖沙耶夫於俄羅斯入侵烏克蘭期間帶領特種機動團進入烏克蘭對烏克蘭政要進行斬首行動，但於2022年2月26日在安東諾夫機場與烏克蘭阿爾法特種部隊交火時被殺。而圖沙耶夫所率領的車臣特種部隊及56輛坦克縱隊全被烏克蘭阿爾法特種部隊殲滅及俘虜。但卡德羅夫否認圖沙耶夫已死的消息，並發布了一段自己在電話中與據稱是圖沙耶夫的人交談的影片。在影片中圖沙耶夫說：“我是穆罕默德·圖沙耶夫。我就是網上被‘膽小兔們’說已經死了的那位。如果你是男子漢，請告訴我你在哪裡。”。
根據車臣反對派Telegram頻道《1ADAT》報導指，圖沙耶夫在入侵烏克蘭後很快便返回車臣。報導宣稱卡德羅夫在2022年4月解僱圖沙耶夫，原因是他未經卡德羅夫批准下試圖私自出售在入侵烏克蘭時繳獲的武器。但卡德羅夫表示，他的部隊在2022年5月18日已控制了烏克蘭盧甘斯克州波帕斯納大部分地區，圖沙耶夫也參與了這次行動。
卡德羅夫在2022年10月於Telegram頻道宣佈圖沙耶夫領導第96作戰團，並稱圖沙耶夫「才華橫溢、勇敢無畏……是車臣人民的天之驕子」。
2022年12月，車臣媒體《今日車臣》報導指圖沙耶夫領導的北高加索第96作戰團在烏克蘭扎波羅熱州拘留了一隊由烏克蘭青少年組成的破壞和偵察小組。

## 榮譽
- 俄罗斯联邦英雄
- 勇敢獎章[9]
- 帶劍一級祖國功勳獎章[9]
- 優秀警官獎章[5]
- 勇氣勳章[9]
- 卡德羅夫勳章[20]